# Pjotr Michailowitsch Sunin
Pjotr Michailowitsch Sunin (russisch Пётр Михайлович Сунин; * 5. Juli 1958; † 8. April 2025) war ein sowjetischer Skispringer.

## Werdegang
Sunin gehörte 1979 zum sowjetischen Kader für den neu geschaffenen Skisprung-Weltcup. Bei seinen ersten Springen im Rahmen der Vierschanzentournee 1979/80 blieb er erfolglos und landete nur auf hinteren Plätzen. In seinem ersten Springen nach der Tournee im Schweizer St. Moritz konnte er jedoch mit Platz 10 seine ersten Weltcup-Punkte gewinnen. Auch in Gstaad und Engelberg gelang ihm dies. Er beendete die Saison mit 13 gewonnenen Weltcup-Punkten auf dem 60. Platz in der Weltcup-Gesamtwertung. In der folgenden Saison lief die Vierschanzentournee besser und er erreichte in Innsbruck mit dem 9. Platz erneut eine Platzierung unter den besten zehn. In Liberec erreichte er am 11. Januar mit Platz 3 seinen einzigen Podiumsplatz im Weltcup. Nachdem er auch seine letzten Weltcup-Springen der Saison innerhalb der Punkteränge abgeschlossen hatte, beendete er die Saison auf dem 23. Platz in der Weltcup-Gesamtwertung. Nach der Saison beendete Sunin seine aktive Skisprungkarriere.

## Erfolge

### Weltcup-Platzierungen
| Saison  | Platz | Punkte |
| ------- | ----- | ------ |
| 1979/80 | 59.   | 13     |
| 1980/81 | 23.   | 36     |